# Microdipoena illectrix
Espèce
Synonymes
- Mysmena illectrix Simon, 1895

Microdipoena illectrix est une espèce d'araignées aranéomorphes de la famille des Mysmenidae.

## Distribution
Cette espèce est endémique de Luçon aux Philippines,.

## Description
Le mâle holotype mesure 1 mm. Le mâle décrit par Brignoli en 1980 mesure 0,82 mm.

## Publication originale
- Simon, 1895 : Études arachnologiques. 26e. XLI. Descriptions d'espèces et de genres nouveaux de l'ordre des Araneae. Annales de la Société Entomologique de France, vol. 64, p. 131-160 (texte intégral).